# Abra profundorum
Abra profundorum is een tweekleppigensoort uit de familie van de Semelidae. De wetenschappelijke naam van de soort werd in 1885 gepubliceerd door E.A. Smith.